# Cross Border 2008
El Cross Border 2008 fue la primera edición de este torneo en el año y la organizó la Unión de Rugby del Uruguay con fondos de la International Rugby Board. La idea fue que la selección uruguaya se midiera con las uniones vecinas de Argentina como las de Rosario, Entre Ríos y Santa Fe

## Participantes
- Unión Entrerriana de Rugby (UER)
- Unión de Rugby de Rosario (URR)
- Unión Santafesina de Rugby (USR)
- Unión de Rugby del Uruguay (URU)

## Posiciones
| Pos. | Equipo     | Encuentros | Encuentros | Encuentros | Encuentros | Tantos  | Tantos    | Tantos     | Puntos |
| Pos. | Equipo     | jugados    | ganados    | empatados  | perdidos   | a favor | en contra | diferencia | Puntos |
| ---- | ---------- | ---------- | ---------- | ---------- | ---------- | ------- | --------- | ---------- | ------ |
| 1    | Santa Fe   | 3          | 3          | 0          | 0          | 84      | 34        | + 50       | 9      |
| 2    | Rosario    | 3          | 2          | 0          | 1          | 90      | 44        | + 46       | 6      |
| 3    | Uruguay    | 3          | 1          | 0          | 2          | 54      | 36        | + 18       | 3      |
| 4    | Entre Ríos | 3          | 0          | 0          | 3          | 19      | 133       | - 144      | 0      |

Nota: Se otorgan 3 puntos al equipo que gane un partido, 1 al que empate y 0 al que pierda

## Resultados

### Primera Fecha
| 9 de febrero | Santa Fe | 34 - 10 | Rosario |  |  |
|              |          | Reporte |         |  |  |

| 9 de febrero | Uruguay | 32 - 7  | Entre Ríos | Old Boys Club, Montevideo |  |
|              |         | Reporte |            |                           |  |

### Segunda Fecha
| 16 de febrero | Uruguay | 12 - 15 | Santa Fe | Old Boys Club, Montevideo           |                                     |
|               |         | Reporte |          | Árbitro(s): Darío Di Giacinti (URR) | Árbitro(s): Darío Di Giacinti (URR) |

| 16 de febrero 18:00 | Rosario | 66 - 0  | Entre Ríos | Club Atlético Provincial, Rosario |                              |
|                     |         | Reporte |            | Árbitro(s): Santiago Slinger      | Árbitro(s): Santiago Slinger |

### Tercera Fecha
| 23 de febrero | Entre Ríos | 12 - 35 | Santa Fe | Club Estudiantes, Paraná       |                                |
|               |            | Reporte |          | Árbitro(s): Mauro Rivera (URR) | Árbitro(s): Mauro Rivera (URR) |

| 23 de febrero | Rosario | 14 - 10 | Uruguay | Gimnasia y Esgrima, Rosario   |                               |
|               |         | Reporte |         | Árbitro(s): Víctor Rabuffetti | Árbitro(s): Víctor Rabuffetti |

| Bandera de la Provincia de Santa Fe |
| Campeón Santa Fe                    |
| Primer título                       |

## Triangular amistoso
Paralelamente jugaron un triangular no oficial las uniones de: Córdoba (UCR), Mar del Plata (URMDP) y Noreste (URNE); se pensó en disputar una final entre el ganador de este torneo y el del Cross Border, aunque finalmente no se dio.
| 9 de febrero | Noreste | 10 - 34 | Córdoba | Taraguy, Corrientes, Argentina |  |
|              |         | Reporte |         |                                |  |

| 16 de febrero | Córdoba | 64 - 6  | Mar del Plata |  |  |
|               |         | Reporte |               |  |  |

|  | Mar del Plata | 31 - 12 | Noreste | San Ignacio, Mar del Plata, Argentina |                                   |
|  |               | Reporte |         | Árbitro(s): Leonardo Durán (URBA)     | Árbitro(s): Leonardo Durán (URBA) |